# Paul Howell
Paul Frederick Howell (ur. 17 stycznia 1951 w King’s Lynn, zm. 20 września 2008 koło Beiry) – brytyjski polityk i przedsiębiorca, poseł do Parlamentu Europejskiego I, II i III kadencji.

## Życiorys
Studiował nauki rolnicze i ekonomię na Uniwersytecie Oksfordzkim. Zaangażował się w działalność polityczną w ramach Partii Konserwatywnej. Pracował w partyjnej administracji jako sekretarz i autor przemówień. W 1979 z ramienia torysów uzyskał mandat eurodeputowanego I kadencji. Z powodzeniem ubiegał się o reelekcję w wyborach w 1984 i 1989, zasiadając w PE do 1994. Bez powodzenia kandydował również w eurowyborach w 1999. Wkrótce został wykluczony z Partii Konserwatywnej, po czym dołączył do Liberalnych Demokratów. Od czasu odejścia z PE pracował w sektorze prywatnym. Zginął w Afryce w katastrofie samolotu Piper PA-34 Seneca w trakcie jednej z podróży biznesowych.